# Juan Carlos (football, 1945)
Ne doit pas être confondu avec Juankar.
Juan Carlos Pérez López, né le 14 février 1945 à Santander (Cantabrie, Espagne) et décédé le 16 janvier 2012 dans la même ville, est un footballeur international espagnol qui jouait au poste de milieu de terrain.

## Biographie

### Clubs
Juan Carlos joue au cours de sa carrière avec le Rayo Cantabria, Racing de Santander et le FC Barcelone. Il joue 12 saisons, 243 matchs (163 en championnat avec le FC Barcelone), il marque 23 buts (dont 18 en championnat avec le Barça)
Il est le capitaine du FC Barcelone lors de la première saison de Johan Cruyff au Barça.
Juan Carlos termine sa carrière de joueur au Racing de Santander. Lors de son dernier match, il marque un but décisif pour le maintien en première division du Racing.
Il décède le 16 janvier 2012.

### Équipe nationale
Juan Carlos joue deux matchs avec l'équipe d'Espagne : le 24 novembre 1973 face à l'Allemagne fédérale et le 13 février 1974 face à la Yougoslavie.

## Palmarès
- Champion d'Espagne en 1974
- Vainqueur de la Coupe d'Espagne en 1971
- Vainqueur de la Coupe des villes de foires en 1971